# Kraljeva Prusija
Kraljeva Prusija, tudi Poljska Prusija (poljsko Prusy Królewskie, nemško Königlich-Preußen), je bila provinca, ki je bila v skladu z določili Drugega torunjskega miru, s katerim se je končala trinajstletna vojna med Poljsko in Tevtonskim viteškim redom, leta 1466 priključena k Poljski.
Kraljevo Prusijo so sestavljala tri vojvodstva: Pomorjansko, Helminsko in Malborško ter Kneževina Varmija. Na preostalem delu zgodovinske Prusije je bila ustanovljena Kneževina Prusija, odvisna od Poljske.